# Josef Pietschmann
Mons. Josef Pietschmann (16. července 1906 Lipová u Šluknova – 9. dubna 1950) byl český římskokatolický kněz, blízký spolupracovník litoměřických biskupů Antonína Aloise Webera a Štěpána Trochty, varhaník litoměřické katedrály.

## Život
Po kněžských studiích v litoměřickém kněžském semináři byl vysvěcen na kněze 29. června 1931 v Litoměřicích. Poté nastoupil na místo kaplana ve Velkém Šenově. Od 1. září 1932 byl povolán na biskupství do Litoměřic, aby zastával úřad konzistoriálního protokolisty. V dalších letech působil i na jiných úřednických místech při různých biskupských orgánech. Stal se i notářem biskupského soudu. V duchovní správě působil jako 2. vikarista při litoměřické katedrále. Zároveň se stal věrným spolupracovníkem biskupa Antonína Webera, s nímž – na rozdíl od ostatních kněží včetně jeho sekretáře Josefa Rabase – zůstal v Litoměřicích v době poválečného vysídlení německého obyvatelstva. Zejména důležitá je jeho zpráva o životě biskupa Webera, kterou pořídil o době po 2. květnu 1946, když jako poslední „německý“ protokolista v na litoměřickém biskupství nebyl vysídlen. U biskupa Webera totiž zůstal až do jeho smrti a mimo jiné mu udělil i 12. září 1946 svátost umírajících. V červnu 1948 obdržel československé státní občanství. V katalogu kněžstva litoměřické diecéze z roku 1948 je uveden jako „protokolista v.v.“ Zemřel po dlouhé nemoci 8. dubna 1950. Byl malého vzrůstu a od mládí tělesně postižený. Následně byl pohřben do rodinné hrobky v Lipové. Přesto, že jeho život se jevil nenápadným, byl důležitým spojovacím článkem v litoměřické diecézi, který přenesl kontinuitu poznatků mezi biskupem Weberem, jehož doprovázel až do konce a prvním poválečným českým biskupem Štěpánem Trochtou.